# Strophedra
Strophedra là một chi bướm đêm thuộc phân họ Olethreutinae, trong họ Tortricidae.

## Các loài
- Strophedra dicastica (Meyrick, 1922)
- Strophedra graphologa (Diakonoff, 1976)
- Strophedra homotorna (Meyrick, 1912)
- Strophedra magna Komai, 1999
- Strophedra mica (Diakonoff, 1976)
- Strophedra nitidana (Fabricius, 1794)
- Strophedra pericapna (Diakonoff, 1976)
- Strophedra quercivora (Meyrick, 1920)
- Strophedra weirana (Douglas, 1850)